# Akha

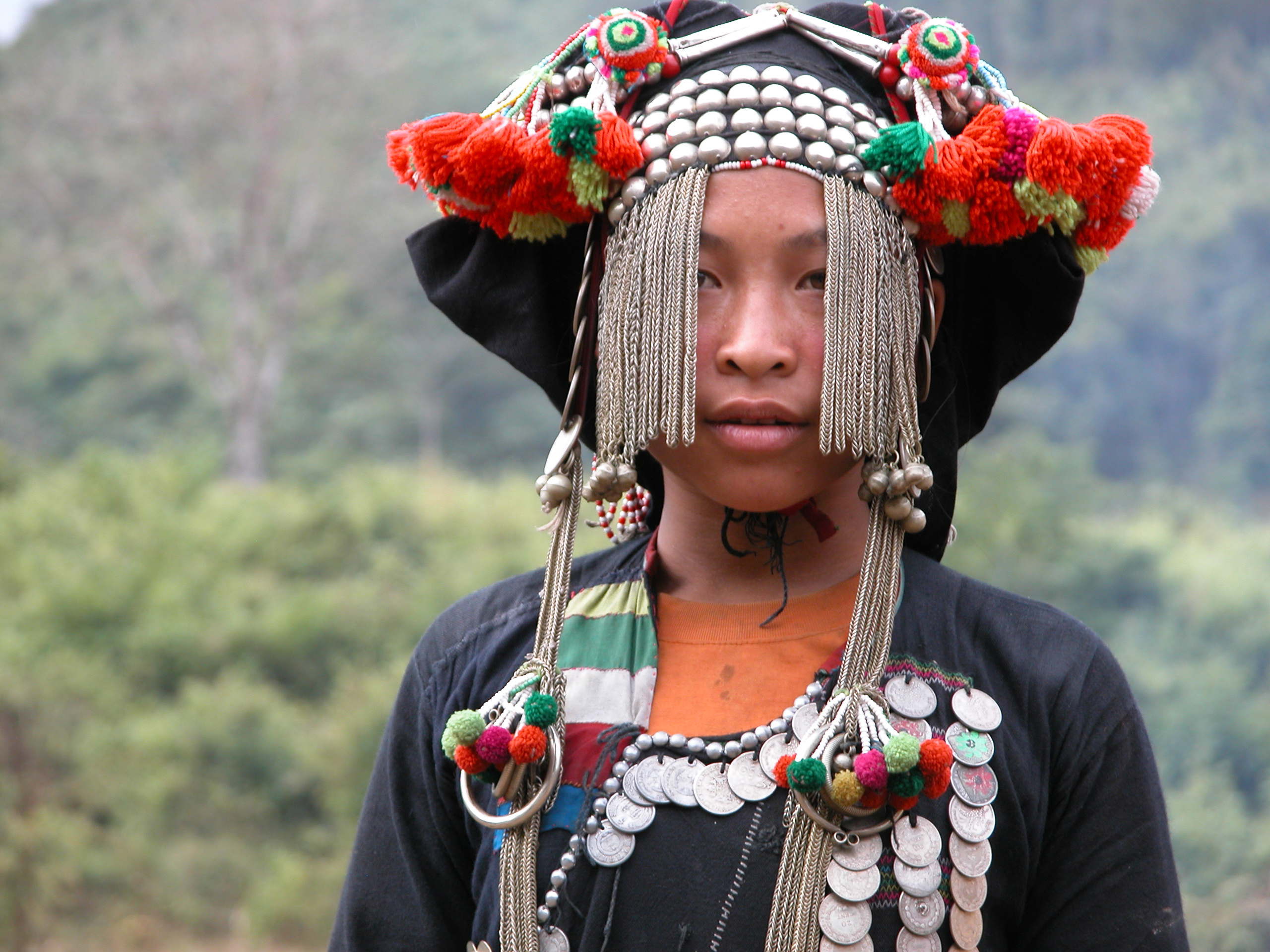
Akha traditionele klederdracht in Laos

De Akha (ook wel Egor) zijn een bergvolk dat historisch gezien het zuiden van de Chinese provincies Yunnan  en Guangjao bewoonde.
Migratie is de reden dat ze nu in Wa State en Chiang Tung te Birma, Lai Jao te Noord-Vietnam, de provincie Phongsalee van Laos en in het noorden van Thailand leven. 
In het Birmeese Chiang Tung en Shan State vormen de Akha (ook wel bekend als 'Kern Gor') de een na grootste bevolkingsgroep. In de laatste betrouwbare volkstelling in 1961 woonden er meer dan 30.000 Akha in Chiang Tung. De meesten hiervan leefden in het noordoosten en het oosten van deze regio.
Een kleine groep Akha verhuisde voor het eerste naar Thailand in de  jaren 20 van de 20e eeuw. In 1960 volgde er een grotere groep. Sommigen kwamen uit Birma, anderen uit Laos. 
Een reden voor deze migraties was een vlucht voor oorlog en onderdrukking.